# Pachygnatha autumnalis
Pachygnatha autumnalis är en spindelart som beskrevs av Marx 1884. Pachygnatha autumnalis ingår i släktet Pachygnatha och familjen käkspindlar. Inga underarter finns listade i Catalogue of Life.